# Broad Top City, Pennsylvania
Broad Top City là một thị trấn thuộc quận Huntingdon, tiểu bang Pennsylvania, Hoa Kỳ. Năm 2010, dân số của thị trấn này là 452 người.